# 2MASS J02495639−0557352
Désignations
2MASS J02495639 -0557352 est un système constitué de trois corps, deux naines brunes relativement proches et un objet circumbinaire de masse planétaire beaucoup plus éloigné, membre du groupe mouvant de Beta Pictoris.

## Situation
2MASS J02495639-0557352 est un système à trois corps membre du groupe mouvant de Beta Pictoris. Il est distant de ∼ 216 a.l. (∼ 66,2 pc) de la Terre.

## Structure et membres

### La paire de naines brunes centrale
La composante primaire de ce système est une paire de naines brunes. Ces deux corps sont séparés par (2,17 ± 0,22) unités astronomiques (0,04 seconde d'arc) et ont des masses très similaires. La binarité de cette composante a été découverte par Trent J. Dupuy et ses collaborateurs en même temps que leur compagnon éloigné de masse planétaire.

#### 2MASS J02495639-0557352 A
2MASS J02495639-0557352 A est de type spectral M6 et serait âgée de 0,022 Ga ± 0.006 d'années.

### La planète
La planète, désignée par 2MASS J02495639-0557352 c dans l'article de découverte de Trent J. Dupuy et ses collaborateurs, est un objet de 11,6+1,3
 −1,0 masses joviennes séparé du couple d'étoiles central par 1 950 ± 200 unités astronomiques (40 secondes d'arc).